# 范蘊若
范 蘊若（はん うんじゃく、范 蕴若、1996年1月7日 - 2020年7月2日）は、中国の囲碁棋士。上海市出身、中国囲棋協会に所属、五段。威孚房開杯棋王戦準優勝、三星火災杯世界囲碁マスターズベスト4など。范廷鈺、羋昱廷とともに上海若手棋士の「二飯一米」とも呼ばれる。

## 経歴
4歳の時に囲碁を学び、邱礼元に師事、倪林強七段にも学び、その後北京の囲碁道場に通う。2007年全国少年児童囲棋選手権戦男子児童組で2位。2008年晩報杯全国業余囲棋選手権戦で準優勝、北方アマチュア囲棋棋王戦優勝。2009年少年児童戦男子少年組で優勝。同年初段。2010年二段。
2011年リコー杯新秀戦準優勝、BCカード杯世界囲碁選手権本戦出場、全国智力運動会少年個人部で3位、三段。2012年新人王戦ベスト4。2013年中信銀行杯ベスト4、新人王戦準優勝、三星火災杯ベスト16。2014年竜星戦ベスト8。2016年五段、三星火災杯で朴廷桓らを破ってベスト4に進出し準決勝で柁嘉熹に1-2で敗れる。2017年農心辛ラーメン杯で中国2人目として出場し、韓国主将の朴廷桓を破り、中国優勝をもたらした。2019年天元戦挑戦者、棋聖戦挑戦者決定戦進出。
中国囲碁リーグでは2011年に上海建橋学院チームで出場し7戦全勝、2012年から甲級の中国移動上海チームに所属し、4年連続で11勝11敗、2017年には主将として10勝11敗の成績。中国棋士ランキングでは2015年18位、2016年9位。
2020年7月2日上海の自宅14階から飛び降り自殺をした。鬱病を患っていたと報じられる。

### 主な棋歴
国際棋戦
- 三星火災杯世界囲碁マスターズ ベスト4 2016年
- Mlily夢百合杯世界囲碁オープン戦 ベスト8 2017年
- 利民杯世界囲碁星鋭最強戦 2位 2013年
- 農心辛ラーメン杯世界囲碁最強戦
  - 2015年（17回） 0-1（×一力遼）
  - 2017年（18回） 1-0（○朴廷桓）
- おかげ杯国際新鋭対抗戦
  - 2015年3位（×林立祥、○一力遼、×李志賢、○陳詩淵）
  - 2016年優勝（×李志賢、○一力遼、○林君諺、○李東勲
  - 2017年優勝（×李映九、○蕭正浩、○村川大介、○金明訓）
  - 2018年準優勝（○王元均、×申眞諝、○許家元、×申眞諝）
  - 2019年準優勝（○芝野虎丸、○申旻埈、○王元均、×申旻埈）

国内棋戦
- リコー杯新秀戦 準優勝 2013年
- 建橋杯中国囲棋新人王戦 準優勝 2013年
- 全国囲棋個人戦 2位 2015年、2019年
- 威孚房開杯棋王戦 準優勝 2015年
- 全国智力運動会 2019年ペア碁戦優勝（陸敏全とペア）
- 中国囲棋甲級リーグ戦
  - 2010年乙級（上海建橋学院）
  - 2011年乙級（上海建橋学院）7-0
  - 2012年（中国移動上海）11-11
  - 2013年（中国移動上海）11-11
  - 2014年（中国移動上海）11-11
  - 2015年（中国移動上海）11-11
  - 2016年乙級（中国移動上海）7-1
  - 2017年（上海建橋学院）14-12（主将戦10-11）
  - 2018年（上海建橋学院）11-15
  - 2019年（上海建橋学院）8-7
- 弘通杯国家囲棋隊勝抜戦
  - 2012年 0-1（×周睿羊）
  - 2013年 0-1（×柁嘉熹）